# Wauneta (Nebraska)
Wauneta ist ein Village im Chase County im US-Bundesstaat Nebraska. Die Bevölkerung war 549 bei der Volkszählung 2020. Es liegt an der US Route 6, südöstlich der Stadt Imperial.

## Geschichte
Die ersten Siedler in Wauneta waren George Rowley und seine Frau, die 1875 ein Haus an den Wauneta Falls bauten. Das erste Postamt wurde 1877 eingerichtet. Wauneta wird seit 1886 ununterbrochen von einem Postamt bedient. Die Lokalzeitung „The Wauneta Breeze“ gibt es seit 1887. 
Die Eisenbahn wurde mit Wauneta im Jahr 1892 verbunden. Die Linie wurde von einer Abteilung der Chicago, Burlington and Quincy Railroad gebaut.

### Einträge im National Register of Historic Places
- Wauneta Walzwerke (2008)[3]
- Lovett Site (aufgeführt  seit 1972), liegt nordwestlich von Wauneta

## Geografie
Nach Angaben des United States Census Bureau hat das Dorf eine Gesamtfläche von 2,51 Quadratkilometern, wovon alles Land ist.

## Demografie
Die Bevölkerung war 549 bei der Volkszählung 2020. Seit 1980 nimmt sie stetig ab.